# Ceryx flava
Ceryx flava là một loài bướm đêm thuộc phân họ Arctiinae, họ Erebidae.